# 罗西 (中国足球迷)
罗西，本名李文钢（1953年—），辽宁鞍山人，中国职业足球迷，人称“球迷皇帝”。因与意大利球员保罗·罗西长相相似而得到“罗西”的绰号，其标志性的牛仔装束和白胡子也广为人知。

## 生平
罗西本名李文钢，原为鞍山钢铁厂变电所的职工。1982年世界杯，保罗·罗西凭借6个进球成为当届世界杯金球奖得主。从此李文钢成为了一名球迷，开始收集任何与足球相关的报纸、杂志，记下每一名球员的身高体重技术特点。凭借扎实的知识储备，罗西渐渐地在鞍山球迷界拥有了一定知名度。从1986年开始，凡是中国国家足球队的比赛，他几乎都会去现场观战（罗西本人2019件接受FIFA采访时表示，他只缺席了六场比赛）。他还曾骑自行车周游全国，为中国足球呐喊助威。
因为对中国队的狂热追随，罗西声名大噪；但他也因此失去了工作，妻子也离他而去，他的不菲收入也几乎都花在了足球上。随着2004年之后国足成绩下滑，罗西也遭遇困境，回到老家鞍山帮助朋友打理一家饭店，最后却因各种问题而倒闭。之后，在朋友的帮助下，罗西在沈阳开设了“罗西画苑”，并以售卖个人书画作品为生。但他并不为自己痴迷足球感到后悔，并表示“作为一名球迷，我在追求梦想方面做出了很多牺牲。但它被证明是值得的。我见证了这么多伟大的比赛，我跟随国家队这么多年，最重要的是，我结识了很多朋友。”
2014年，中国国家足球队官方球迷会“龙之队球迷会”成立，罗西被聘为名誉会长。